# Јоца Ћосић
Јоца Ћосић (Рекаш, 27. фебруар 1898 — Рекаш, 14. фебруар 1965) је био шокачки културни и просветни радник.

## Биографија
Јоца Ћосић је рођен 27. фебруара 1898. године у Рекашу, тадашња Аустроугарска. У родном месту је похађао шокачку основну школу, на мађарском наставном језику. Средњу школу је завршио у Темишвару, где је похађао и течај за општинске бележнике. Као бележник службовао је у селима околине Рекаша, а већи део међуратног периода је провео у родном месту. Крајем четрдесетих и почетком педесетих година 20. века обављао је дужност учитеља и надзорника хрватских основних школа у румунском делу Баната. Био је предводник у културно-просветном организовању и раду међу рекашким Шокцима, од почетка двадесетих до половине педесетих година 20. века. Након Првог светског рата обављао је дужност бележника Шокачког народног већа, које је у то време заступало политичке и просветне интересе рекашких Шокаца. Био је 1920. године међу обнављачима Шокачког певачког друштва, основаног још 1888. године. Оснивач је Шокашког сељачког друштва 1922. године са 116 чланова, које је по захтеву румунских власти променило име у Шокачка читаоница. Рано се заинтересовао за народни живот и обичаје своје средине, те их је почео записивати. Сакупио је већи број шокачких народних песама које су објављене у Зборнику за народни живот и обичаје Јужних Славена Југословенске академије знаности и умјетности у Загребу. Записивао је и шокачку антропонимију и топонимију, народне обичаје и веровања, начин живота и односе у некадашњој породичној задрузи, пословице, изреке и игре. Тај део Ћосићевих записа остао је у рукописима. Ћосић је сакупљао и предмете народне ношње, тако је 1924. послао више од двадесет примерака Етнографском музеју у Загребу. Заступао је мишљење да су рекашки Шокци старином из јужног дела Херцег-Босне. У свом чланку за темишварски Гласник 1923. године, Ћосић о рекашким Шокцима пише: 
| „ | Рекашки шокци, као један мали саставни део славенскога народа, до данашњих дана нису били баш познати, нити се о њима водило икаквог рачуна. Они или нису били споменути у државним статистикама или су били узети под „разних народностима” и тако су остали дуго затајени и сакривени пред јавности српског и хрватског народа, који би се били ваљда за њих више заузели. Скоро 300 год. живе они сами, далеко, растављени од своје бачванске и барањске браће, без икаквих културних или економских веза, које би им осигурале или бар олакшале борбу за народни опстанак и развитак. | ” |